# Idiogramma longicauda
Idiogramma longicauda är en stekelart som först beskrevs av Joseph Augustine Cushman 1937.  Idiogramma longicauda ingår i släktet Idiogramma och familjen brokparasitsteklar. Inga underarter finns listade i Catalogue of Life.